# Acronicta rita
Acronicta rita là một loài bướm đêm trong họ Noctuidae.